# Ayoub El Amloud
Ayoub El Amloud, né le 8 avril 1994 à Ouarzazate (Maroc), est un footballeur international marocain évoluant au poste d'arrière droit à l'Al-Khaldiya SC.

## Biographie

### Carrière en club

#### Enfance et débuts (1994-2009)
Ayoub El Amloud naît à Ouarzazate et débute le football dans le club amateur CSM Ouarzazate.

#### Formation aux FAR de Rabat et prêt (2009-2018)
Le 1er juillet 2013, il signe un contrat professionnel aux FAR de Rabat pour trois saisons. Lors de sa première saison, il fait deux entrées en jeu en championnat marocain. Lors de sa deuxième saison (2014-2015), il fait une entrée en jeu en championnat marocain. À la suite du manque de temps de jeu, il est prêté le 11 août 2015 au Chabab Atlas Khénifra en deuxième division marocaine.
En deuxième division marocaine, il réalise une excellente saison en disputant la quasi-totalité des matchs, trouvant deux fois le chemin du but. Il termine la saison à la première place du championnat et est promu en Botola Pro.
Le 30 juin 2016, à l'occasion de son retour aux FAR de Rabat (saison 2016-2017), il dispute 23 matchs en tant que titulaire en championnat et termine la saison à la sixième place du classement de Botola Pro. Il dispute également quatre matchs en Coupe du Maroc, atteignant la demi-finale contre le Raja Club Athletic (match nul, 1-1).
Lors de la saison 2017-18, il dispute 22 matchs en championnat et trouve pour la première fois le chemin des filets sous le maillot faraouis. Il termine la saison à la septième place du classement du championnat marocain.

#### Wydad Athletic Club (depuis 2018)
Le 19 septembre 2018, il signe un contrat de quatre ans au sein du Wydad Athletic Club entraîné par Faouzi Benzarti. Lors de sa première saison, il dispute pour la première fois la Ligue des champions de la CAF 2018-2019, atteignant la finale de la compétition contre l'ES Tunis (défaite, forfait). En Botola Pro, il participe à douze matchs et termine la saison à la première place du classement et remporte son premier titre majeur de sa carrière. En Coupe du Maroc, il prend part à un match, se faisant éliminé par les FAR de Rabat en seizièmes de finale (défaite, 1-3).
Lors de la saison 2019-2020, il dispute treize matchs en championnat et dispute la totalité des matchs en Ligue des champions de la CAF 2019-2020, atteignant la demi-finale contre l'Al Ahly SC (défaite, score cumulé : 1-5). Il termine la saison à la deuxième place du classement de la Botola Pro derrière le Raja Club Athletic. La Coupe du Maroc édition 2020 est annulée à la suite de la pandémie de Covid-19.
Le 19 décembre 2020, il entre en jeu à la 35e minute à la place de Mohamed Rahim (blessé) et marque son premier but en Botola Pro sous le maillot wydadi à l'occasion d'un match contre le Hassania d'Agadir (victoire, 3-0). Le 21 mars 2021, à l'occasion du derby contre le Raja Club Athletic, il marque le premier but du match à la cinquième minute (victoire, 2-0). Le 26 avril 2021, il marque de nouveau un but en championnat contre l'Ittihad de Tanger à la huitième minute (défaite, 3-2). Le 18 mai, il marque son quatrième but de la saison contre l'Olympique de Safi à la 86e minute (victoire, 3-1). Le 22 mai, il livre une prestation remarquable en Ligue des champions de la CAF contre le MC Alger (victoire, 1-0), se qualifiant en demi-finale de la compétition. Grâce à ses prestations en club, il reçoit sa toute première convocation en sélection nationale avec l'équipe du Maroc en juin 2021. Il est éliminé de la Ligue des champions de la CAF en demi-finale contre le Kaizer Chiefs FC (défaite, 1-0). Le 14 juillet, le Wydad est officiellement couronné champion du Maroc après une victoire de 0-2 à l'extérieur contre le Mouloudia d'Oujda.
Le 30 mai 2022, il est titularisé contre Al Ahly en finale de la Ligue des champions de la CAF et remporte la compétition grâce à une victoire de 2-0 au Stade Mohammed-V,,,. Le 28 juillet 2022, il est titularisé et atteint la finale de la Coupe du Maroc après une défaite sur séance de penaltys face à la RS Berkane (match nul, 0-0). Le 10 septembre 2022, il est titularisé sous son nouvel entraîneur Houcine Ammouta à l'occasion de la finale de la Supercoupe de la CAF face à la RS Berkane. Le match se solde sur une défaite de 0-2 au Stade Mohammed-V.
En pleine phase de changement d'entraîneur avec la venue de Sven Vandenbroeck, il parvient à se qualifier en finale de la Ligue des champions le 20 mai 2023 après un match nul retour de 2-2 en étant titularisé face au Mamelodi Sundowns FC au Loftus Versfeld Stadium en Afrique du Sud. El Amloud parvient à marquer le premier but wydadi sur une passe décisive de Yahya Jabrane.
Le 12 novembre 2023, il dispute la finale retour de la première édition de la Ligue africaine de football contre le Mamelodi Sundowns FC après avoir été titularisé dans l'entièreté des matchs de cette nouvelle compétition. La finale est perdue sur un score cumulé de 3-2 en faveur des Sud-Africains,.

### Carrière en sélection

#### Maroc A'
Le 10 novembre 2017, il dispute une rencontre amicale sous Jamal Sellami avec l'équipe du Maroc  A', face à l'équipe B de la Mauritanie (victoire 4-2). Ayoub El Amloud ne figure finalement pas sur la liste des joueurs qui prennent part au Championnat d'Afrique des nations 2018.
Le 22 novembre 2021, il figure parmi les 23 sélectionnés de Houcine Ammouta pour prendre part à la Coupe arabe de la FIFA 2021. Il rate les trois premiers matchs de la phase de groupe à cause d'une blessure. Le Maroc arrive tout-de-même à remporter les trois matchs et à se qualifier en quarts de finales.

#### Maroc
Le 27 mai 2021, Ayoub El Amloud est sélectionné par Vahid Halilhodžić en équipe du Maroc pour prendre part à deux matchs amicaux contre l'équipe du Ghana (8 juin 2021) et du Burkina Faso (12 juin 2021). A l'occasion du premier match du Maroc, Ayoub El Amloud est titularisé dans le poste de latéral gauche à l'occasion du match amical contre le Ghana, à la suite d'une blessure d'Adam Masina. Il dispute 85 minutes avant d'être remplacé par Ayoub El Kaabi. Pour sa première sélection en équipe première du Maroc, le joueur est félicité par de nombreux fans, journalistes et médias,.
En décembre 2023, il est présélectionné par Walid Regragui dans une liste de 55 joueurs pour disputer la CAN 2023 en Côte d'Ivoire.  Le 28 décembre 2023, il n'est finalement pas retenu dans la liste finale des vingt-sept joueurs marocains sélectionnés pour disputer la Coupe d'Afrique des nations 2023, à la suite d'une blessure subie en club. Il est ainsi remplacé par Mohamed Chibi.

## Style de jeu
Ayoub El Amloud est l’archétype d'un arrière latéral moderne explosif, endurant, ambidextre, capable d’apporter le surnombre dans l’axe. Il semble plus a l’aise dans une organisation en 4-4-2 ou en 4-2-3-1, bien qu'il ait fait ses débuts en équipe du Maroc dans le poste de piston gauche dans un système de 3-5-2.

## Statistiques

### Statistiques détaillées
| Saison                | Club                  | Championnat           | Championnat | Championnat | Championnat | Coupe(s) nationale(s) | Coupe(s) nationale(s) | Coupe(s) nationale(s) | Compétition(s) continentale(s) | Compétition(s) continentale(s) | Compétition(s) continentale(s) | Compétition(s) continentale(s) | Maroc | Maroc | Maroc | Total | Total | Total |
| Saison                | Club                  | Division              | M.          | B.          | P.d.        | M.                    | B.                    | P.d.                  | Comp.                          | M.                             | B.                             | P.d.                           | M.    | B.    | P.d.  | M.    | B.    | P.d.  |
| 2013-2014             | AS FAR                | Botola Pro            | 2           | 0           | 0           | -                     | -                     | -                     | -                              | -                              | -                              | -                              | -     | -     | -     | 2     | 0     | 0     |
| 2014-2015             | AS FAR                | Botola Pro            | 1           | 0           | 0           | -                     | -                     | -                     | -                              | -                              | -                              | -                              | -     | -     | -     | 1     | 0     | 0     |
| 2016-2017             | AS FAR                | Botola Pro            | 23          | 0           | 0           | -                     | -                     | -                     | -                              | -                              | -                              | -                              | -     | -     | -     | 23    | 0     | 0     |
| 2017-2018             | AS FAR                | Botola Pro            | 22          | 1           | 0           | 4                     | 0                     | 0                     | -                              | -                              | -                              | -                              | -     | -     | -     | 26    | 1     | 0     |
| Sous-total            | Sous-total            | Sous-total            | 48          | 1           | 0           | 4                     | 0                     | 0                     | -                              | -                              | -                              | -                              | -     | -     | -     | 52    | 1     | 0     |
| 2015-2016             | CA Khénifra           | Botola Pro            | 16          | 2           | 0           | -                     | -                     | -                     | -                              | -                              | -                              | -                              | -     | -     | -     | 16    | 2     | 0     |
| Sous-total            | Sous-total            | Sous-total            | 16          | 2           | 0           | -                     | -                     | -                     | -                              | -                              | -                              | -                              | -     | -     | -     | 16    | 2     | 0     |
| 2018-2019             | Wydad AC              | Botola Pro            | 12          | 0           | 0           | -                     | -                     | -                     | C1                             | 4                              | 0                              | 0                              | -     | -     | -     | 16    | 0     | 0     |
| 2019-2020             | Wydad AC              | Botola Pro            | 16          | 0           | 2           | 3                     | 0                     | 0                     | C1                             | 11                             | 1                              | 0                              | -     | -     | -     | 30    | 1     | 2     |
| 2020-2021             | Wydad AC              | Botola Pro            | 17          | 5           | 4           | -                     | -                     | -                     | C1                             | 11                             | 0                              | 0                              | 1     | 0     | 0     | 29    | 5     | 4     |
| 2021-2022             | Wydad AC              | Botola Pro            | 21          | 0           | 3           | -                     | -                     | -                     | C1                             | 11                             | 1                              | 2                              | -     | -     | -     | 32    | 1     | 5     |
| 2022-2023             | Wydad AC              | Botola Pro            | 29          | 1           | 1           | -                     | -                     | -                     | SU+C1                          | 1+17                           | 4                              | 0                              | -     | -     | -     | 47    | 5     | 1     |
| 2023-2024             | Wydad AC              | Botola Pro            | 6           | 1           | 0           | -                     | -                     | -                     | C1                             | 2                              | 1                              | 0                              | -     | -     | -     | 8     | 2     | 0     |
| Sous-total            | Sous-total            | Sous-total            | 101         | 7           | 10          | 3                     | 0                     | 0                     | -                              | 57                             | 7                              | 2                              | 1     | 0     | 0     | 162   | 14    | 12    |
| Total sur la carrière | Total sur la carrière | Total sur la carrière | 165         | 10          | 10          | 7                     | 0                     | 0                     | -                              | 57                             | 7                              | 2                              | 1     | 0     | 0     | 230   | 17    | 12    |

## Palmarès
Chabab Atlas Khénifra (1)
- Championnat du Maroc D2:
  - Champion en 2016.

 Wydad Athletic Club (3)
- Championnat du Maroc:
  - Champion en 2019, 2021 et 2022.
  - Vice-champion en 2020, 2023
- Coupe du Maroc
  - Finaliste : 2021
- Ligue des champions de la CAF (1)
  - Champion : 2022.
  - Finaliste en 2019, 2023
- Supercoupe de la CAF
  - Finaliste : 2022
- Ligue africaine de football
  - Finaliste : 2023